# Ćoslije
Ćoslije su naseljeno mjesto u općini Glamoč, Federacija Bosne i Hercegovine, BiH.

## Stanovništvo

### 1991.
Nacionalni sastav stanovništva 1991. godine, bio je sljedeći:
ukupno: 147
- Srbi - 131 (89,11%)
- Hrvati - 15 (10,20%)
- Jugoslaveni - 1 (0,68%)

### 2013.
Nacionalni sastav stanovništva 2013. godine, bio je sljedeći:
ukupno: 29
- Srbi - 19 (65,52%)
- Hrvati - 10 (34,48%)

## Vanjske poveznice
- Satelitska snimka  Arhivirana inačica izvorne stranice od 28. rujna 2020. (Wayback Machine)